# عین شرشار
عین شرشار (به عربی: عين شرشار) یک شهرداری در الجزایر است که در استان سکیکده واقع شده‌است.